# Erioloides
Erioloides is een geslacht van rechtvleugeligen uit de familie sabelsprinkhanen (Tettigoniidae). De wetenschappelijke naam van dit geslacht is voor het eerst geldig gepubliceerd in 1927 door Hebard.

## Soorten
Het geslacht Erioloides omvat de volgende soorten:
- Erioloides acutidentis Naskrecki & Cohn, 2000
- Erioloides brevipennis Redtenbacher, 1891
- Erioloides consobrinus Saussure & Pictet, 1898
- Erioloides frater Redtenbacher, 1891
- Erioloides latiscobinus Naskrecki & Cohn, 2000
- Erioloides longinoi Naskrecki & Cohn, 2000
- Erioloides longipennis Redtenbacher, 1891
- Erioloides macrocephalus Carl, 1908
- Erioloides mexicanum Saussure, 1859
- Erioloides sikesi Naskrecki & Cohn, 2000
- Erioloides spiniger Redtenbacher, 1891